# 凯里希
凯里希（德語：Kehrig，發音：[ˈkeːʁɪç]）是德国莱茵兰-普法尔茨州迈恩-科布伦茨县的市镇，面积10.38平方千米，2023年12月31日人口为1,247人。